# Comandante Fontana
Comandante Fontana – miasto w Argentynie, w prowincji Formosa, w departamencie Patiño.
Według danych szacunkowych na rok 2010 miejscowość liczyła 6 615 mieszkańców.